# 龍光寺 (宇和島市)
龍光寺（りゅうこうじ）は、愛媛県宇和島市三間町戸雁にある真言宗御室派の寺院。稲荷山（いなりざん）、護国院（ごこくいん）と号す。本尊は十一面観音。四国八十八箇所第四十一番札所。
- 本尊真言：おん まか きゃろにきゃ そわか
- ご詠歌：この神は三国流布（るふ）の密教を　守り給わむ誓いとぞ聞く

## 沿革
寺伝によれば、空海（弘法大師）がこの地を巡錫した際、白髪の老人に出会った。その言動から五穀大明神の化身と悟り、稲荷明神像を刻んで安置した。本地仏として十一面観世音菩薩、脇侍に不動明王と毘沙門天を刻んで、四国霊場の総鎮守の寺とされ、開基したと伝えられてる。
元は稲荷田（現在地より南東へ約0.5 km）にあったが火災により、承応2年（1653年）澄禅が巡拝しときには田んぼの中に小堂があるだけになっていたが、元禄元年（1688年）広田杜があった現在地に移され、稲荷社が壇上中央、その東側に観音堂、その下段に大師堂が建てられ、『四国遍礼名所図会（1800年刊）』が書かれた江戸時代中期ころまでには現在に続く景観が成立し神仏習合の「三間の稲荷」として親しまれていた。なお、江戸時代前期には、「立光寺」という名で神宮寺としての龍光寺が成立していた。
明治の神仏分離で、稲荷神社と当寺に分離され、旧本堂は稲荷神社の社殿となり、旧本堂に祀られていた稲荷大明神像は新しく下段に建てられた本堂の向かって右に、旧観音堂に祀られていた本地十一面観音像は本尊として中央に移された。また、納経もそれまで「本社稲荷大明神　本地十一面観音」と書かれていたが、「本尊十一面観音」に変更された。

## 境内
- 石の鳥居：参道入口
- 狛犬：当寺境内入口
- 本堂：本地の十一面観音は立像であり、拝顔できる現在の本尊は彩色の坐像である。その本来の本尊も五穀を背負った姿と云われる稲荷明神像も秘仏で、龍の目玉と云われる石[4]も秘蔵でいずれも現住職も見たことがない。
- 大師堂：大師像が拝観できる。金色の孔雀明王が鎮座。右側に回廊に上がる階段がある。
- 鐘楼
- 水子地蔵石像
- 七福神

石の鳥居が参道の入口に建つ。両脇に民家が並ぶ参道を進み石段を上詰めると狛犬の置かれた境内に至る。左に鐘楼、右に水子地蔵尊がある。その先左手に本堂が建ち、右手に大師堂がある。納経所は本堂の左にある。赤い鳥居をくぐり石段をさらに上って行くと稲荷神社がある。
- 宿坊：なし
- 駐車場：12台。無料。

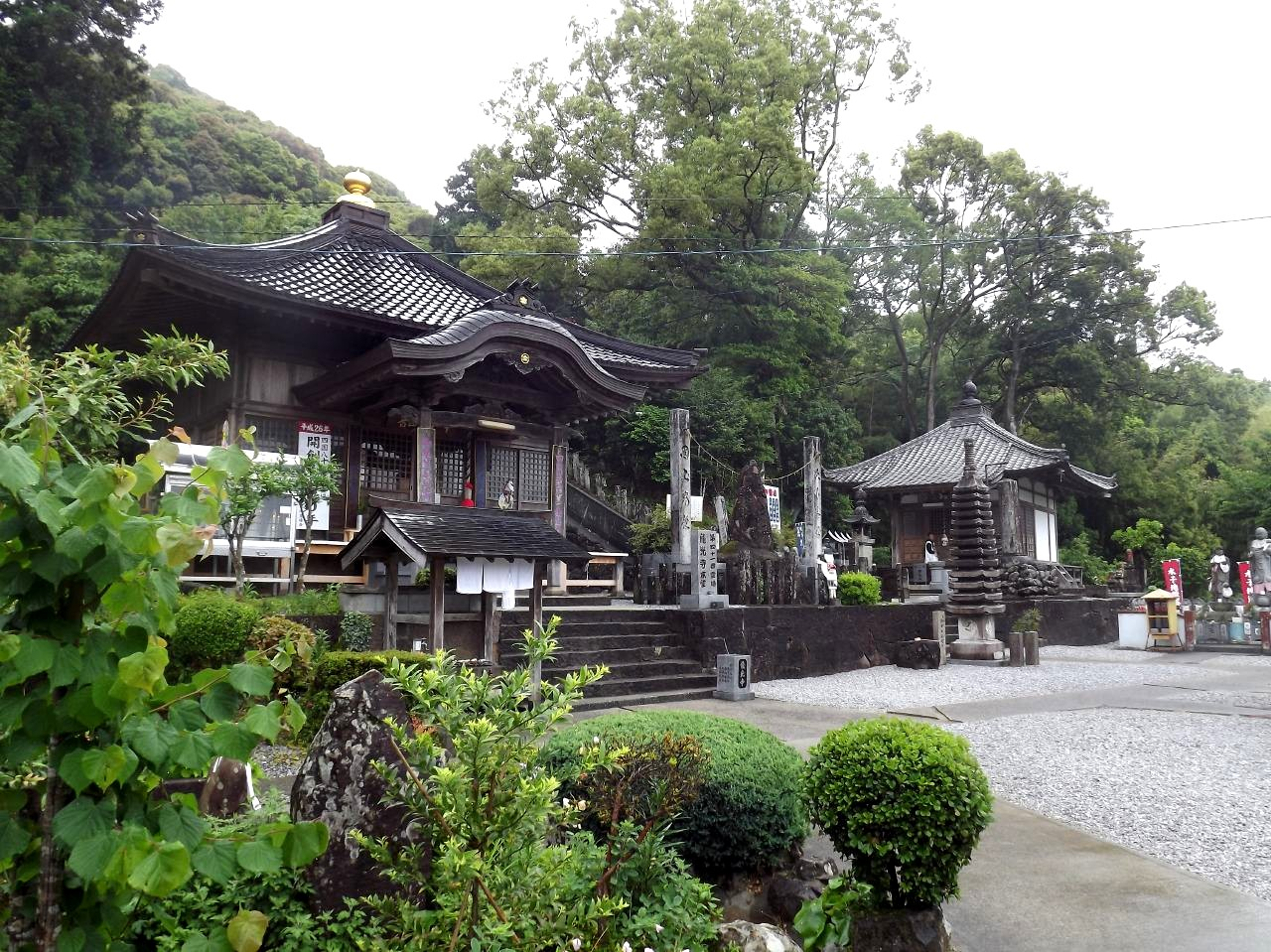
境内
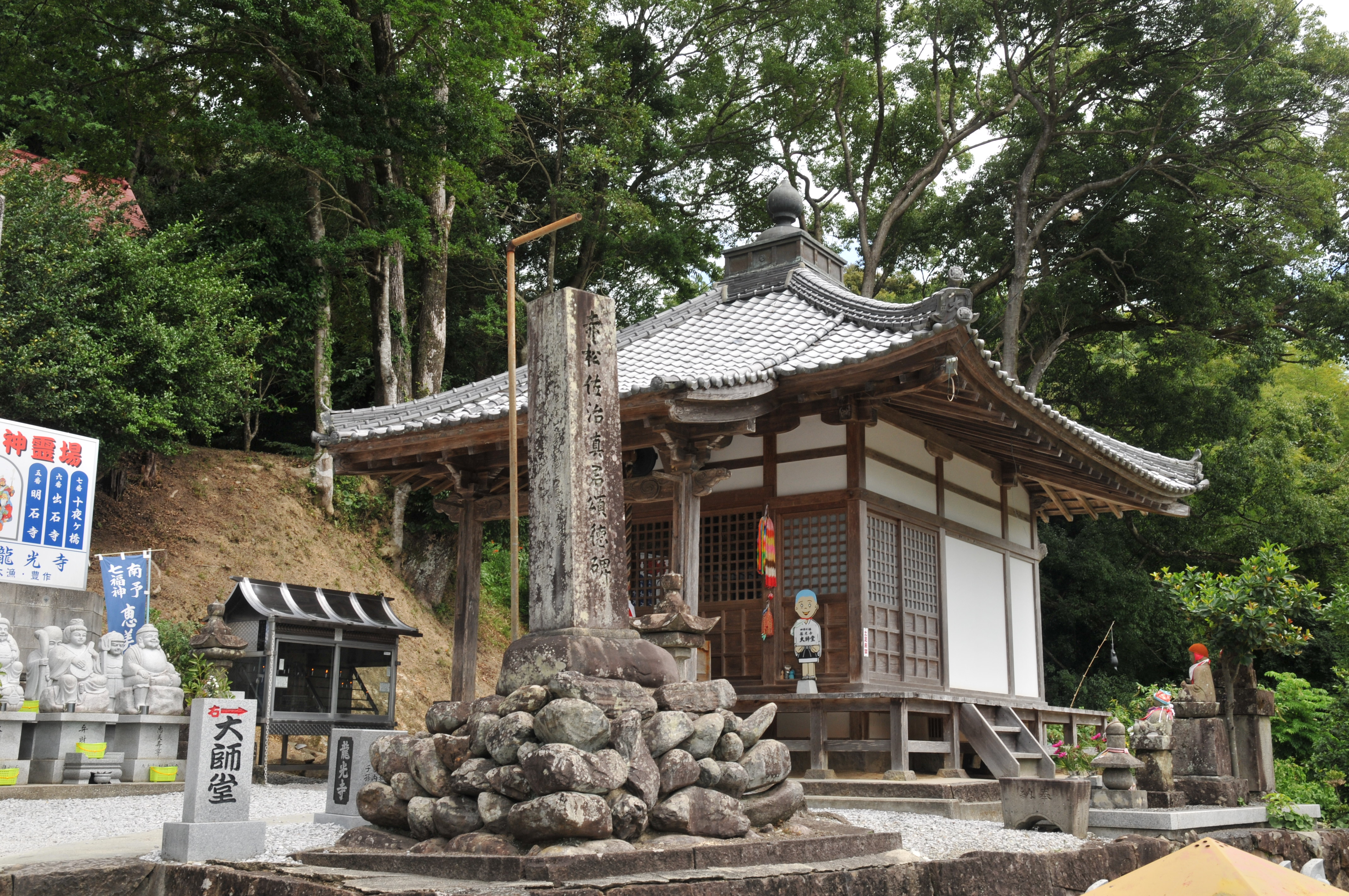
大師堂
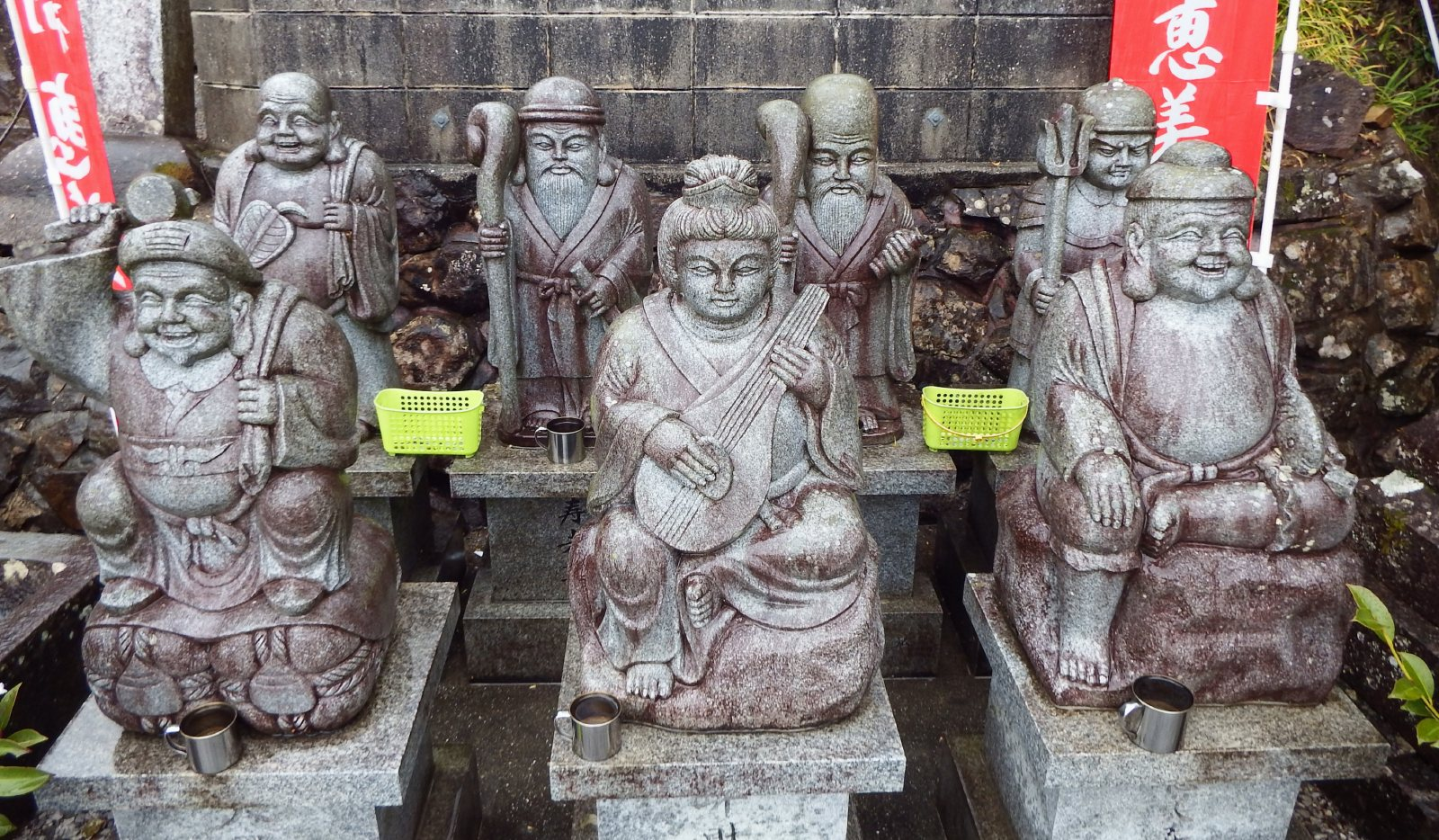
七福神
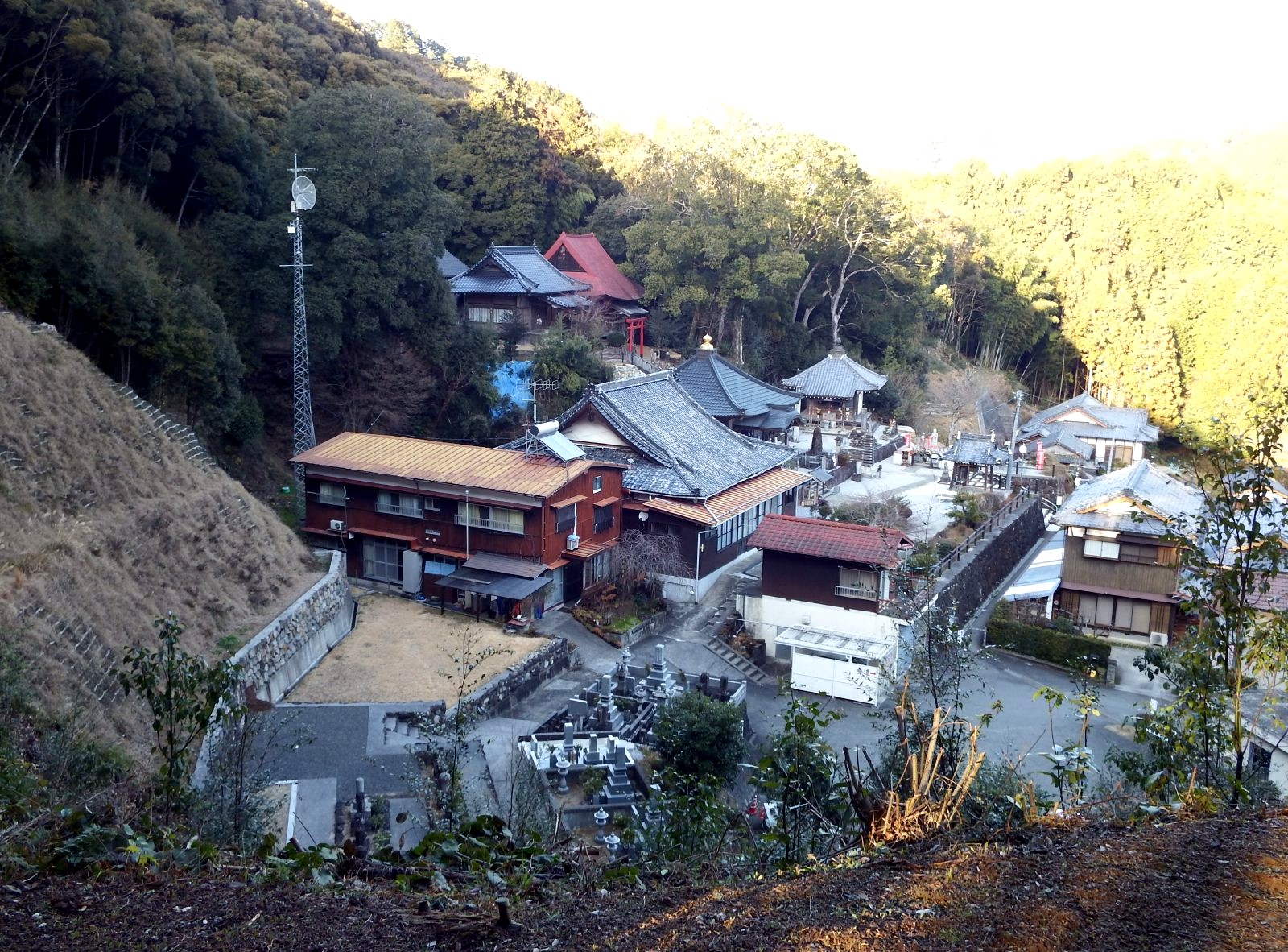
全景

## 稲荷神社
創建のころから神仏習合の稲荷寺として信仰されてきたが、廃仏毀釈令により旧本堂は「稲荷社」となった。
- 稲荷神社：主祭神は豊宇気姫命、配神として猿田彦命・大宮女大神[5]。
- 廣田神社：元観音堂
- 祠
- 小祠

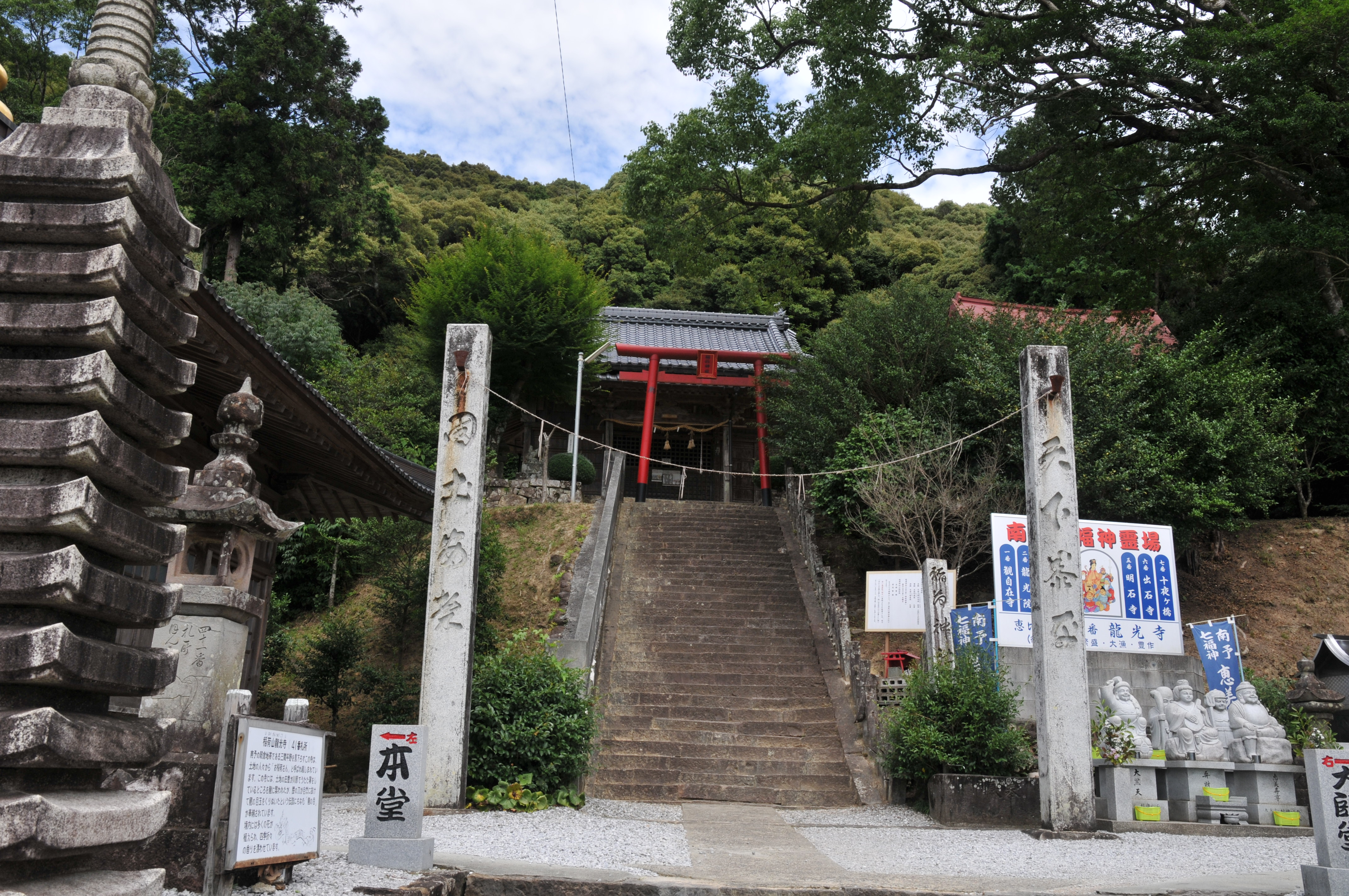
稲荷神社
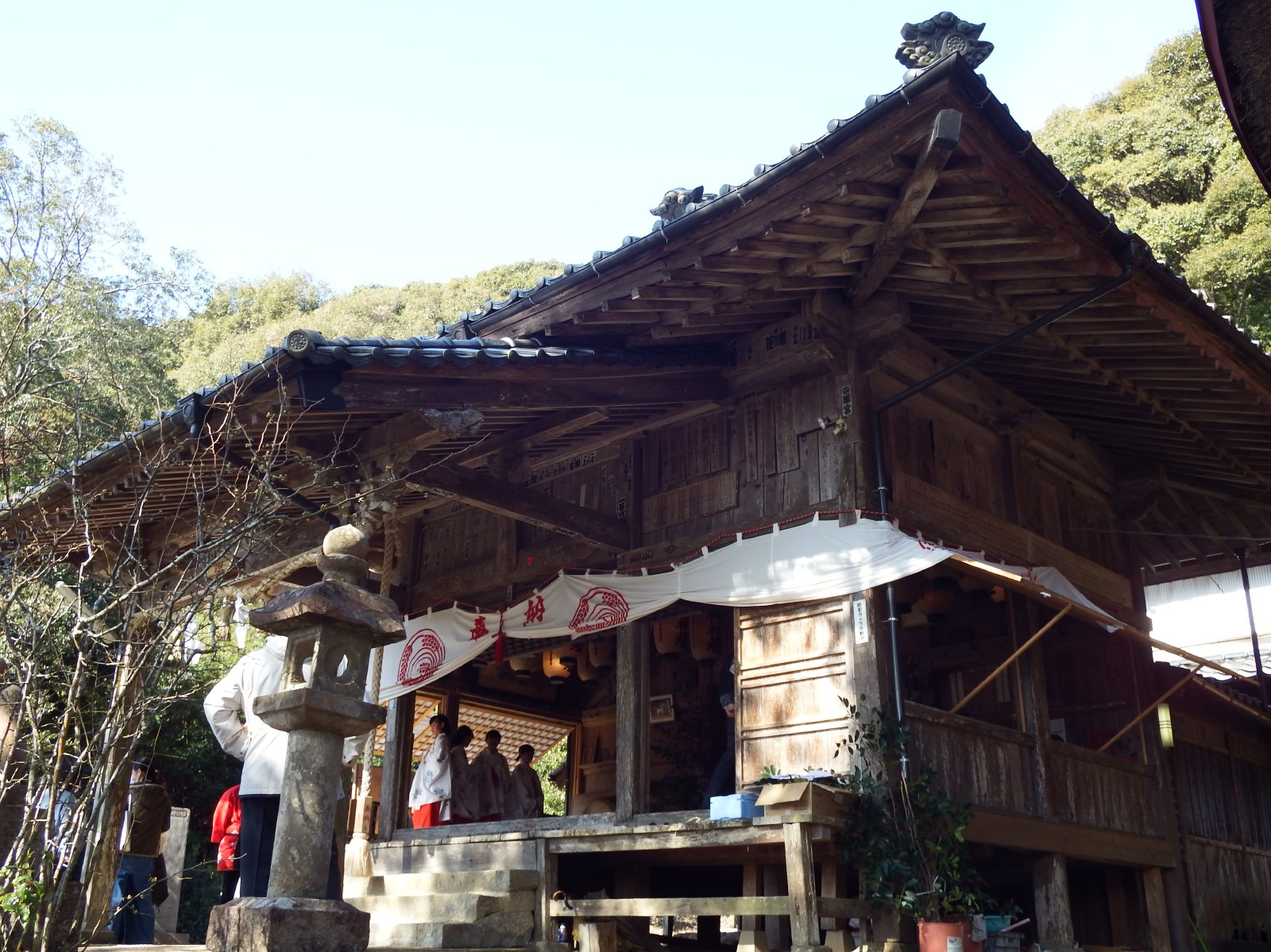
拝殿（元本堂）
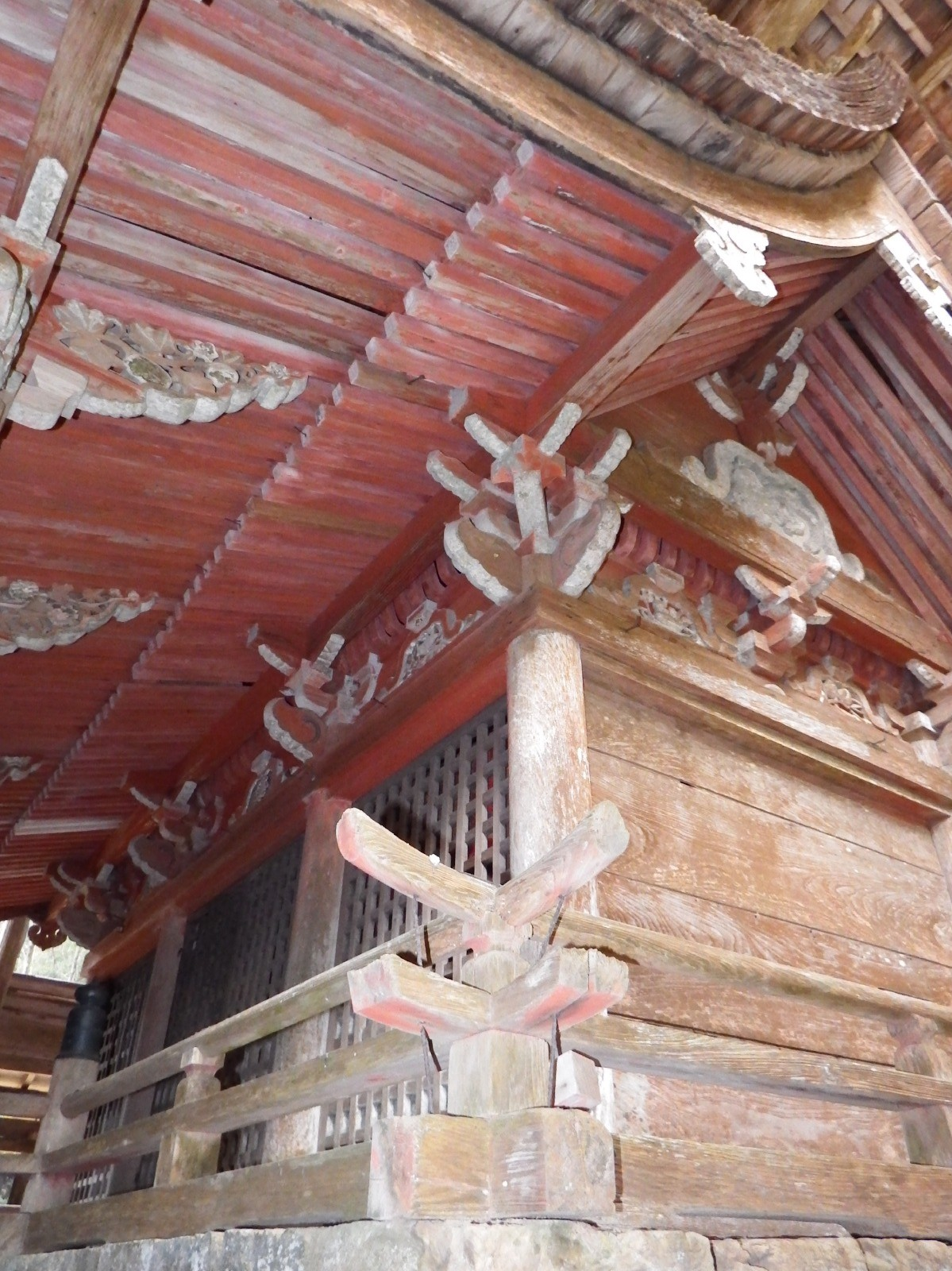
本殿（市文化財）
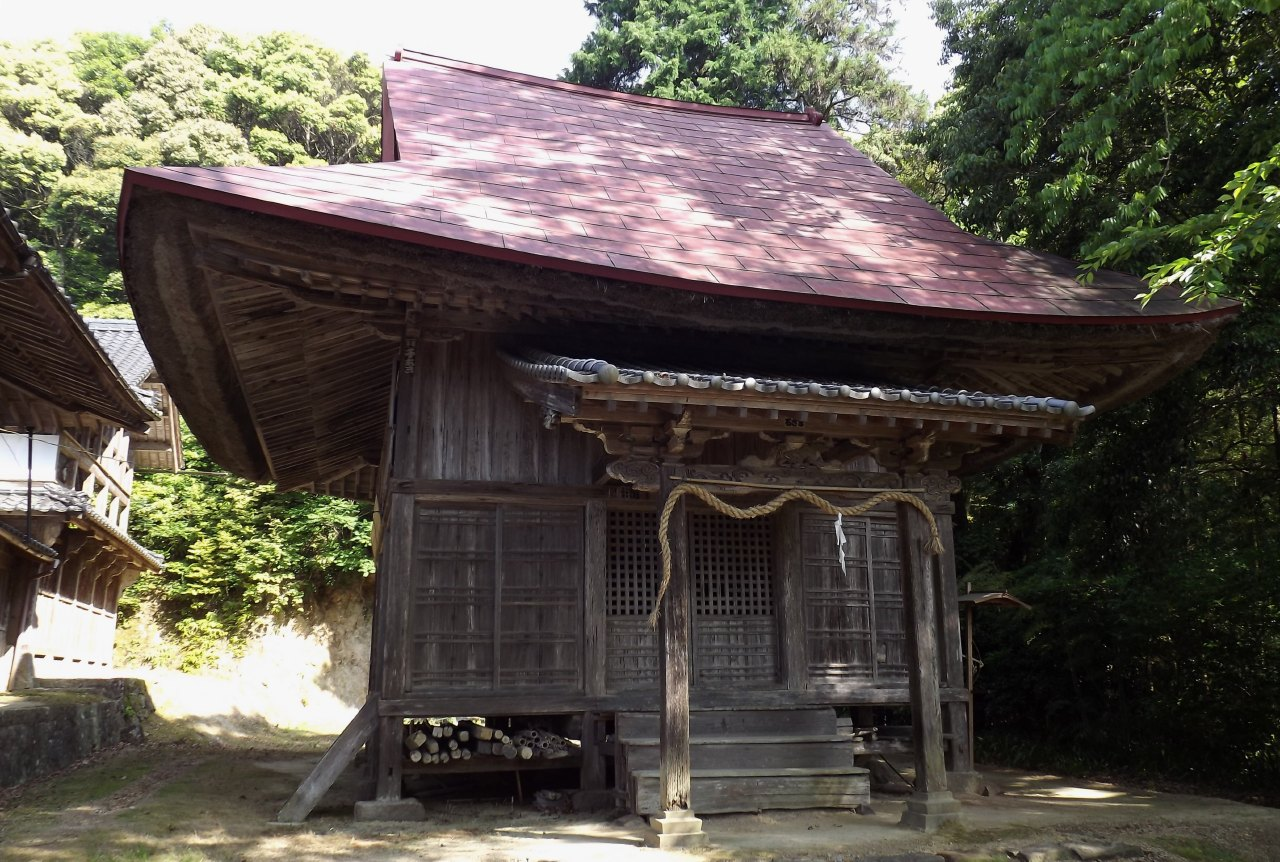
廣田神社（元観音堂）

## 文化財
国の史跡

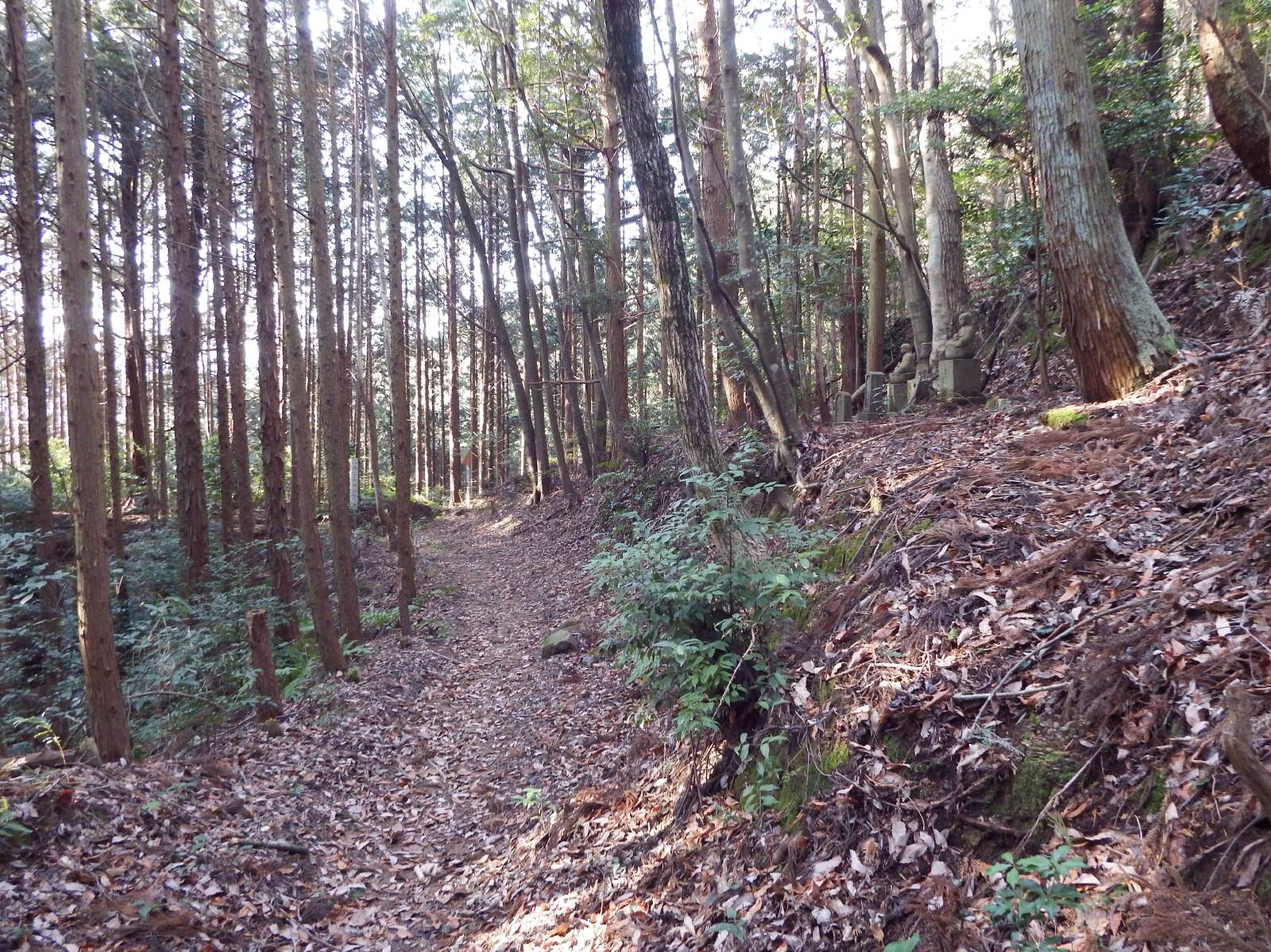
仏木寺道

- 伊予遍路道 稲荷神社境内及び龍光寺境内：2.749453 ha。平成29年10月13日指定[3][6][7][8]
- 伊予遍路道 仏木寺道

1. 当寺本堂前27 m。平成29年10月13日追加指定[8]
2. 当寺西尾根を横断し県道31号に至る山道約450 m。平成28年10月3日指定[3][6][7]

市指定有形文化財
- 稲荷神社本殿 一棟：平成15年8月1日指定。所有者は稲荷神社。

伝承では大同2年（807年）京都稲荷社を稲荷田に勧請したと伝えられ、その後、元禄元年（1688年）現在地の広田杜に遷されたとされる。三間社流造、こけら葺き。建築は18世紀前期と推定されている。本殿は覆屋内にあるため、保存がよい。

## 交通案内
鉄道
- 四国旅客鉄道（JR四国）予土線 – 務田駅 (1.5 km)、予土線 – 伊予宮野下駅 (1.5 km)

バス
- 宇和島バス 「森ヶ鼻」下車 (0.8 km)

道路
- 一般道：愛媛県道31号宇和三間線 龍光寺 (1.2 km)

## 前後の札所
四国八十八箇所
40 観自在寺 -- (50.2 km)-- 41 龍光寺 -- (2.6 km)-- 42 佛木寺